# 視線誘導施設
視線誘導施設（しせんゆうどうしせつ）とは、道路の側方や中央などに沿って、路端や道路線形などを明示し、昼夜間における車両運転者の視線誘導を行うために設置する施設の総称である。また積雪地帯では、除雪作業の目印としての役割も果たすものもある。

## 種類と概要

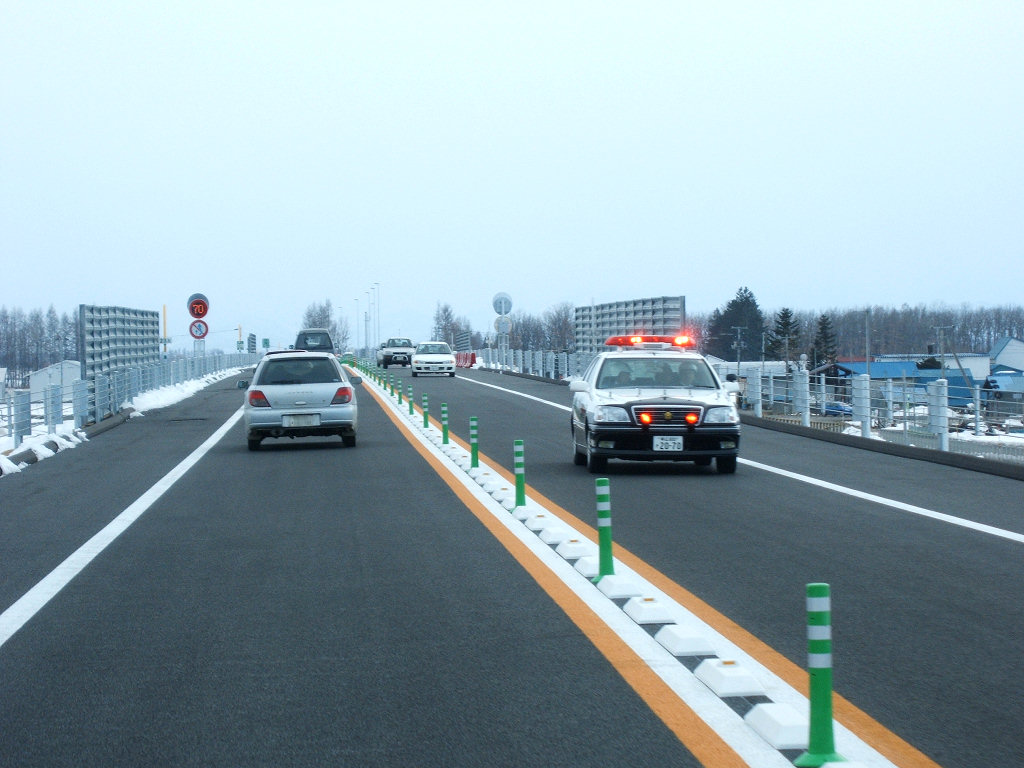
ラバーポールを設置した中央線

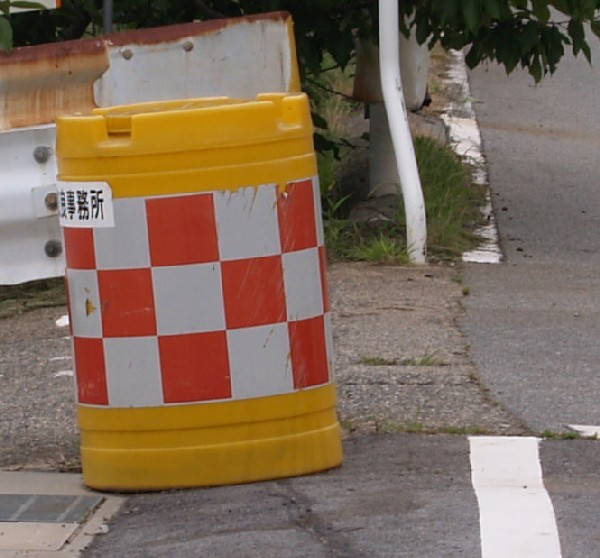
クッションドラム

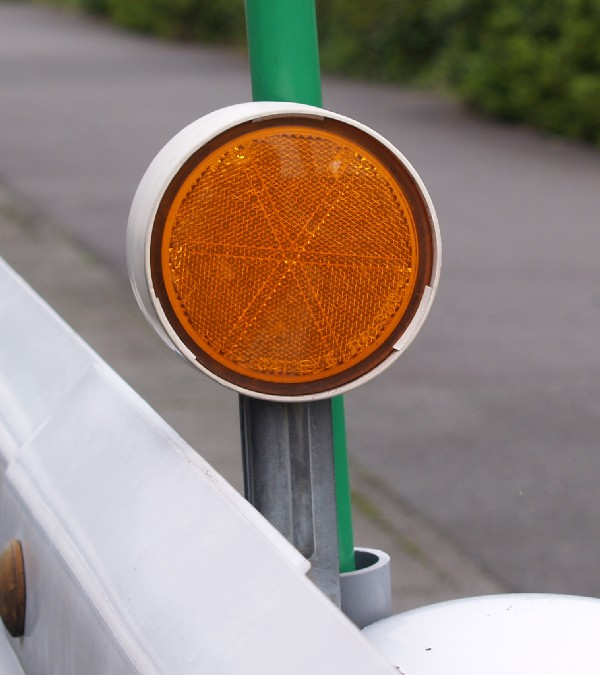
視線誘導標
視線誘導樹
路側や中央分離帯に連続的に樹木を植えたものをいう。防砂林・防雪林などとしても効果を発揮し、また特に雪景色を背景にした場合（光る視線誘導標よりも黒く見える木のほうが）視認性が高いメリットもあるが、極寒地にあっては日陰をつくるなどして路面凍結をおこし、しばしば交通事故を誘発することがある。一部の地域では間伐材を植えているところもある。

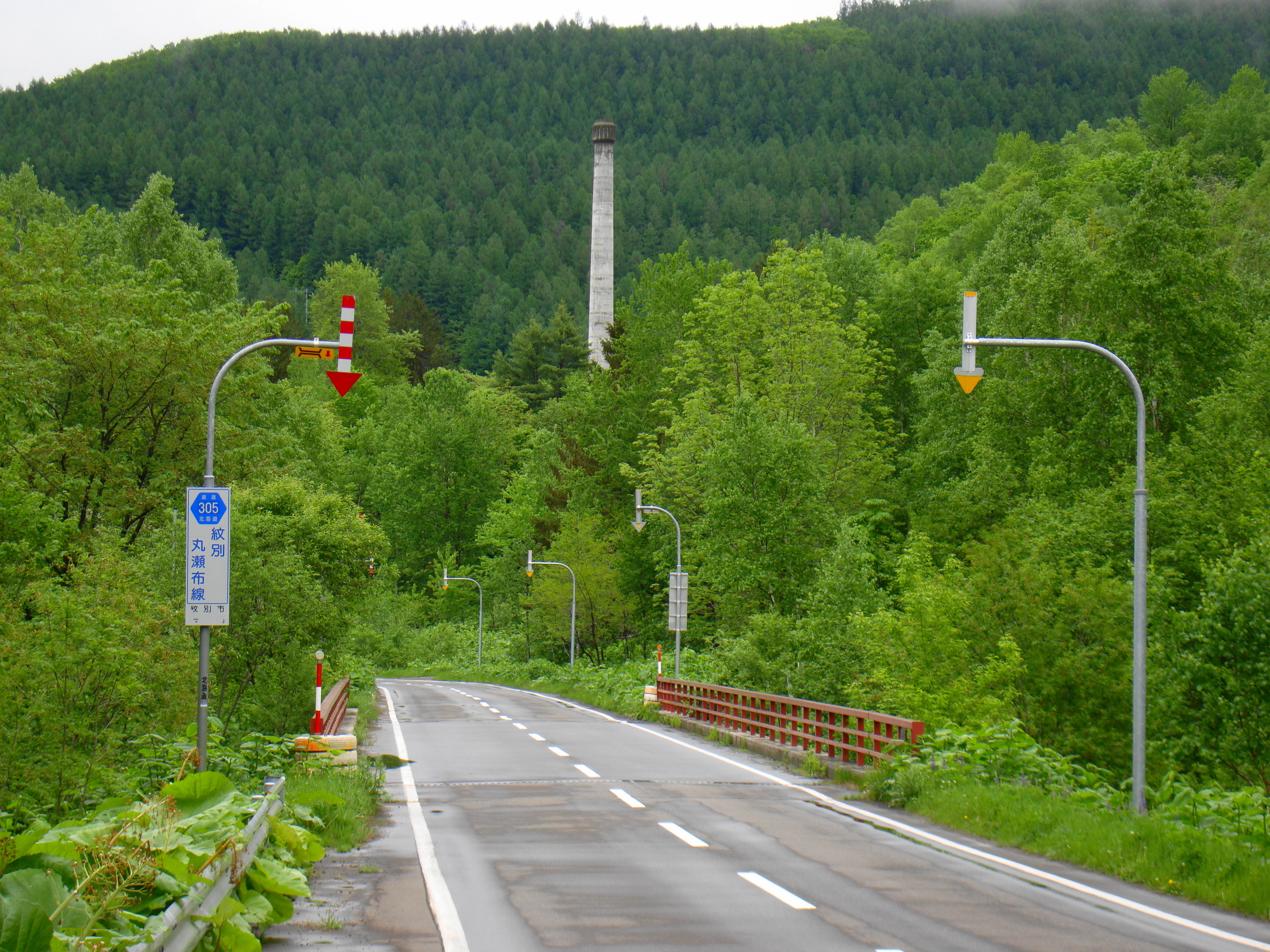
ポールの部分が固定式視線誘導柱、赤白の下向き矢印（矢羽根）が視線誘導標（北海道道305号紋別丸瀬布線）

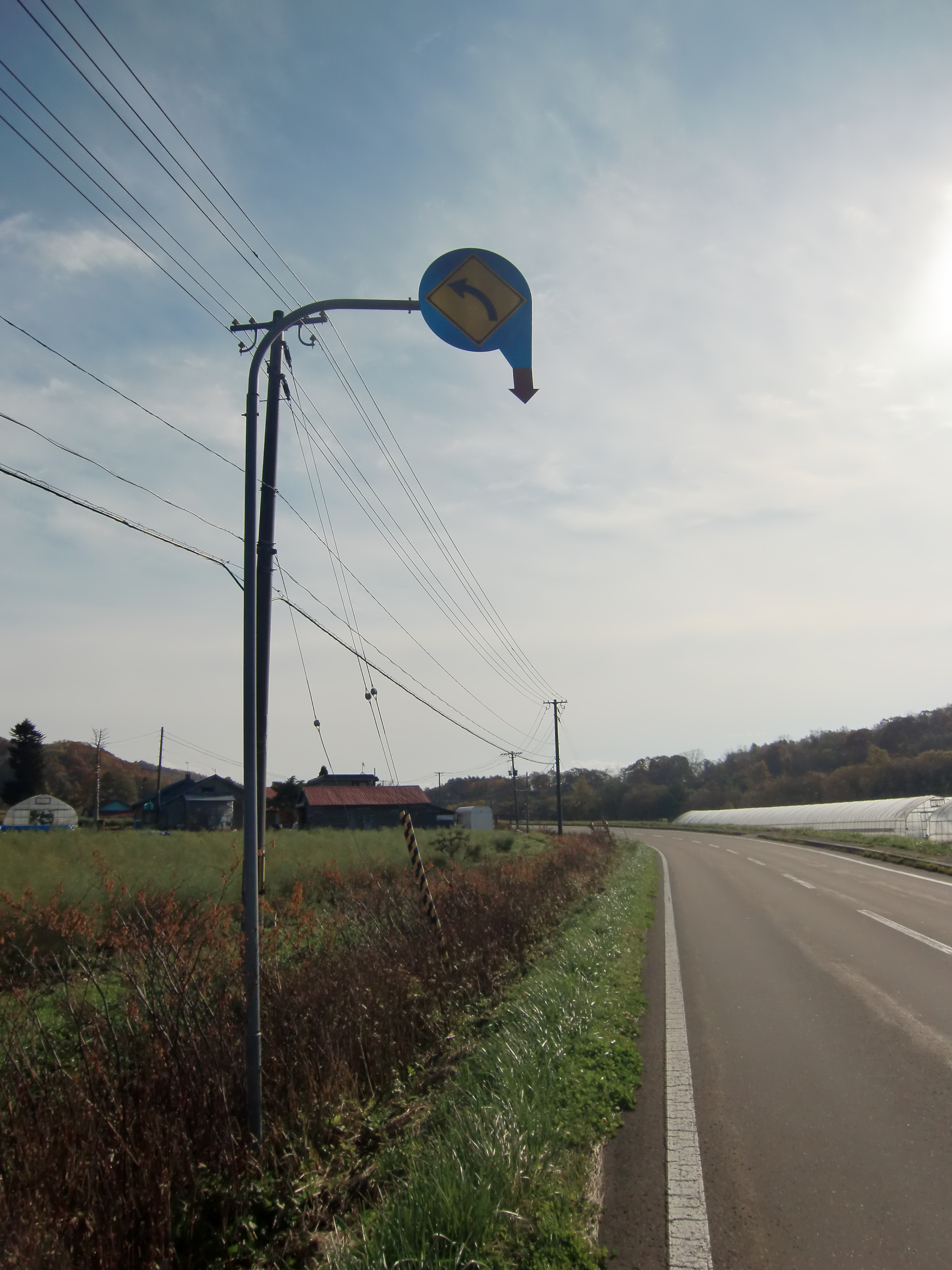
道路標識（左方屈曲あり (202)）を組み合わせた固定式視線誘導柱

固定式視線誘導柱

線形誘導標
車線分離標（ラバーポール）
クッションドラム
車線数が変わる所、標識などの手前、待避所などと道路との境界などに安全保安用具として設置されることが多い。
形状は、樽型をした丸型と組み合わせて使われる角型がある。内部には、不凍液などを充填した水袋がクッションとして詰められており、衝突した場合の衝撃を和らげる効果がある。胴回りには、反射材などが使用されているのが一般的である。
道路鋲 (Raised pavement marker) 
センターラインなどの道路鋲（キャッツアイ (Cat's eye (road)) 、チャッターバーなど）、縁石鋲（「キャットアイマーカー」など）、交差点鋲など。再帰反射板やLED自発光板などを持つ。

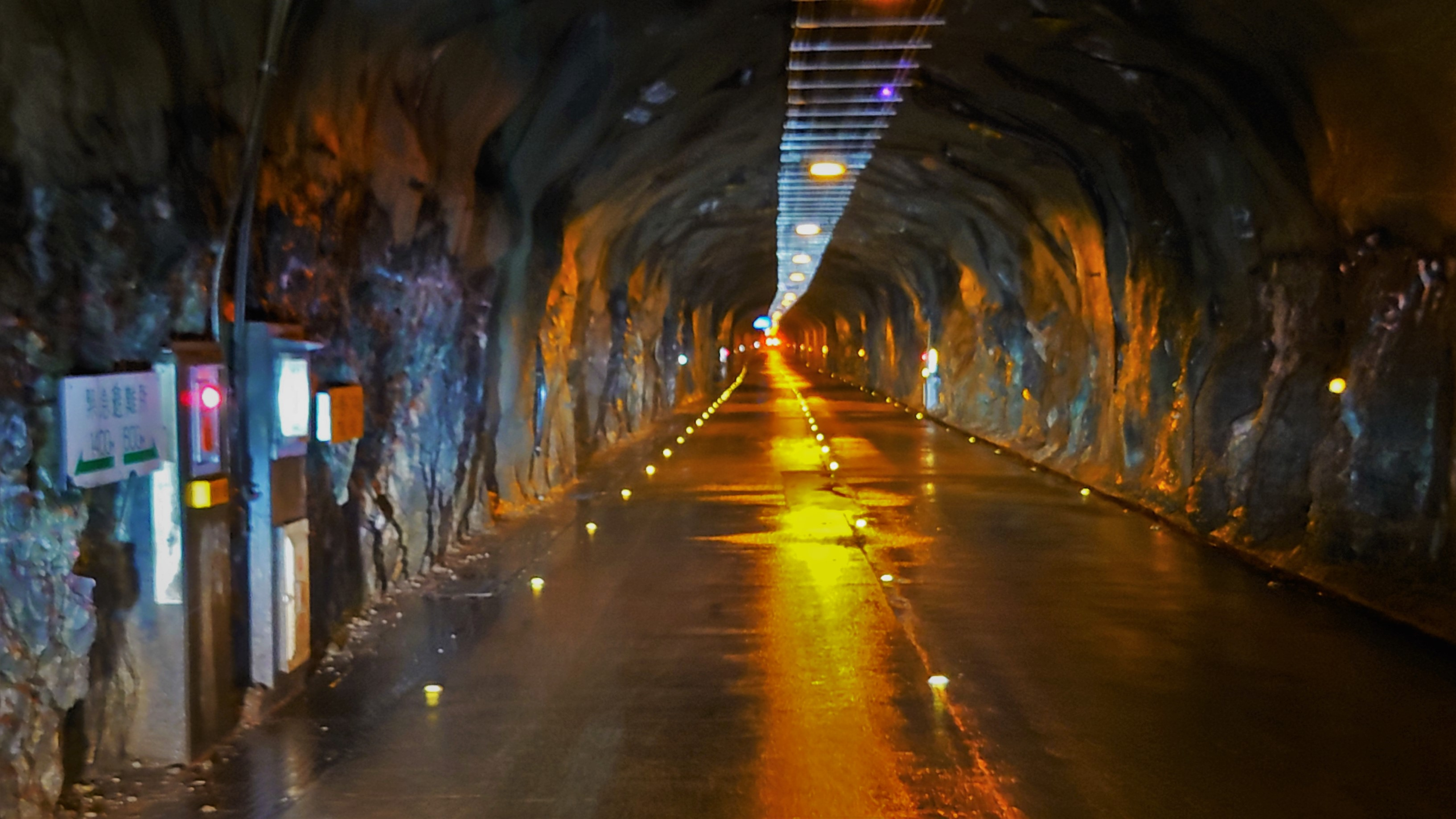
トンネル内に設置された道路鋲の例